# Nobelitis
Nobelitis, englisch Nobel Disease, dt. Nobel-Krankheit und auch als Nobelpreis-Syndrom bezeichnet, ist ein informeller und ironischer Begriff mit Bezug auf den bekannten Nobelpreis, der für die öffentliche Präsentation seltsamer oder wissenschaftlich nicht fundierter Ideen oder Standpunkte, meist in späteren Lebensphasen, durch einige Nobelpreisträger steht.
Es wird angenommen, dass – neben bestimmten Persönlichkeitsmerkmalen – der Effekt sich zum Teil durch die höhere allgemeine Bekanntheit erklären lässt. Die allgemeine Bekanntheit und der damit verknüpfte leichtere Zugang, in allgemeinen Massenmedien als Experten auftreten zu können und dort seine Meinungen und Standpunkte präsentieren zu dürfen, begünstigen es, dass sich manche Nobelpreisträger auch zu Themen und Bereichen außerhalb ihres spezifischen Fachgebiets öffentlich äußern. In diesem Zusammenhang sind unter anderem die Nobelpreisträger Luc Montagnier und Brian David Josephson zu erwähnen.
Paul Nurse, selbst Nobelpreisträger für Physiologie oder Medizin, warnte Nobelpreisträger davor zu glauben, man sei eine Autorität und Experte in fast allem, um dann mit großem Selbstvertrauen persönliche Meinungen und Aussagen äußern zu müssen.
Es ist nicht bekannt, ob Nobelpreisträger statistisch gesehen eher als andere Wissenschaftler zu diesem spezifischen Verhalten neigen. Der Effekt zeigt jedoch, dass Autoritäten aus einem Fachgebiet nicht auch Experten in einem anderen Fachgebiet sein müssen.